# Пітермен (Алабама)
Пітермен (англ. Peterman) — переписна місцевість (CDP) в США, в окрузі Монро штату Алабама. Населення — 87 осіб (2020).

## Географія
Пітермен розташований за координатами 31°35′1″ пн. ш. 87°15′47″ зх. д. / 31.58361° пн. ш. 87.26306° зх. д. (31.583669, -87.263042).  За даними Бюро перепису населення США в 2010 році переписна місцевість мала площу 1,09 км², уся площа — суходіл.

## Демографія
Згідно з переписом 2010 року, у переписній місцевості мешкало 89 осіб у 44 домогосподарствах у складі 25 родин. Густота населення становила 81 особа/км².  Було 61 помешкання (56/км²).
Расовий склад населення:
| - 86,5 % — білих - 9,0 % — чорних або афроамериканців - 1,1 % — корінних американців |

До двох чи більше рас належало 3,4 %. Частка іспаномовних становила 0,0 % від усіх жителів.
За віковим діапазоном населення розподілялося таким чином: 20,2 % — особи молодші 18 років, 56,2 % — особи у віці 18—64 років, 23,6 % — особи у віці 65 років та старші. Медіана віку мешканця становила 49,5 року. На 100 осіб жіночої статі у переписній місцевості припадало 89,4 чоловіків;  на 100 жінок у віці від 18 років та старших — 86,8 чоловіків також старших 18 років.
Цивільне працевлаштоване населення становило 37 осіб. Основні галузі зайнятості: роздрібна торгівля — 51,4 %, виробництво — 16,2 %, освіта, охорона здоров'я та соціальна допомога — 16,2 %.